# Stop cadru la masă
Stop cadru la masă este un film românesc din 1980 regizat de Ada Pistiner. Rolurile principale au fost interpretate de actorii Aleksandr Kaliaghin, Anda Călugăreanu și Dorina Lazăr.

## Distribuție
Distribuția filmului este alcătuită din:
- Aleksandr Kaliaghin — Filip Halunga, un arhitect urbanist care-și părăsește soția și fiica
- Anda Călugăreanu — Nușa Predescu (29 ani), tânără proiectantă nonconformistă
- Dorina Lazăr — Clara Halunga, socioloagă, soția lui Filip
- Esthera Neacșu — Drina Halunga, elevă de liceu, fiica lui Filip
- Radu Panamarenco — Savel Solacolu, sociolog, colegul cinic al Clarei
- George Bănică — Ouț Mihalcu, colegul de seviciu al lui Filip, un tip intrigant
- Lujza Orosz — madam Levac, soția lui Alecu Levac și mama lui Cuchi (menționată Luiza Orosz)
- Raluca Zamfirescu — Esmée Zigura, mama Nușei
- Liviu Rozorea — Nestorescu, directorul Institutului de Planificare Urbanistică
- Ștefan Sileanu — pictorul din restaurant care face portretul Clarei
- Sorin Postelnicu — Toni, fratele Nușei
- Marian Râlea — Matei, iubitul Drinei (menționat Marian Rîlea)
- Boris Petroff — Mihai Oancea, prietenul de familie al soților Levac (menționat Boris Petrof)
- Ion Fiscuteanu — Tereblecu, taximetristul care-l aduce acasă pe Filip
- Alexandru Amzulescu — Alecu Levac, prietenul de familie al soților Halunga
- Ștefan Niculescu

### Dublaj de voce
- Marin Moraru — Filip Halunga

## Primire
Filmul a fost vizionat de 1.300.818 de spectatori în cinematografele din România, după cum atestă o situație a numărului de spectatori înregistrat de filmele românești de la data premierei și până la data de 31 decembrie 2014 alcătuită de Centrul Național al Cinematografiei.